# 明娜·涅米宁
明娜·涅米宁（芬蘭語：Minna Nieminen，1976年8月31日—），芬兰女子赛艇运动员。她曾代表芬兰参加2008年夏季奥林匹克运动会赛艇比赛，搭档桑娜·斯滕获得女子轻量级双人双桨银牌。